# Olympische Winterspiele 2022/Rennrodeln
Bei den XXIV. Olympischen Winterspielen 2022 in Peking fanden vier Wettbewerbe im Rennrodeln statt. Die Wettkämpfe wurden vom 5. bis zum 10. Februar 2022 im neugebauten Yanqing National Sliding Center, in der auch die Skeleton- und Bob-Wettbewerbe stattfanden, in Yanqing ausgetragen.

## Bilanz

### Medaillenspiegel
| Platz  | Land        | Gold | Silber | Bronze | Gesamt |
| ------ | ----------- | ---- | ------ | ------ | ------ |
| 1      | Deutschland | 4    | 2      | –      | 6      |
| 2      | Österreich  | –    | 2      | 1      | 3      |
| 3      | Italien     | –    | –      | 1      | 1      |
| 3      | Lettland    | –    | –      | 1      | 1      |
| 3      | ROC         | –    | –      | 1      | 1      |
| Gesamt | Gesamt      | 4    | 4      | 4      | 12     |

### Medaillengewinner
| Disziplin        | Gold                                                                       | Silber                                                              | Bronze                                                              |
| ---------------- | -------------------------------------------------------------------------- | ------------------------------------------------------------------- | ------------------------------------------------------------------- |
| Einsitzer Männer | Johannes Ludwig (GER)                                                      | Wolfgang Kindl (AUT)                                                | Dominik Fischnaller (ITA)                                           |
| Einsitzer Frauen | Natalie Geisenberger (GER)                                                 | Anna Berreiter (GER)                                                | Tatjana Iwanowa (ROC)                                               |
| Doppelsitzer     | Tobias Wendl / Tobias Arlt (GER)                                           | Toni Eggert / Sascha Benecken (GER)                                 | Thomas Steu / Lorenz Koller (AUT)                                   |
| Team-Staffel     | DeutschlandNatalie Geisenberger Johannes Ludwig Tobias Wendl / Tobias Arlt | ÖsterreichMadeleine Egle Wolfgang Kindl Thomas Steu / Lorenz Koller | LettlandElīza Tīruma Kristers Aparjods Mārtiņš Bots / Roberts Plūme |

## Qualifikation
Die Qualifikation erfolgte über den Rennrodel-Weltcup 2021/22.
| Nation                  | Einsitzer | Einsitzer | Doppelsitzer | Team-Staffel | Gesamt       | Gesamt   |
| Nation                  | Männer    | Frauen    | Doppelsitzer | Team-Staffel | Quotenplätze | Athleten |
| ----------------------- | --------- | --------- | ------------ | ------------ | ------------ | -------- |
| Argentinien             |           | 1         |              |              | 1            | 1        |
| Australien              | 1         |           |              |              | 1            | 1        |
| Bosnien und Herzegowina | 1         |           |              |              | 1            | 1        |
| Bulgarien               | 1         |           |              |              | 1            | 1        |
| China                   | 1         | 1         | 1            | X            | 3            | 4        |
| Chinesisch Taipeh       |           | 1         |              |              | 1            | 1        |
| Deutschland             | 3         | 3         | 2            | X            | 9            | 10       |
| Georgien                | 1         |           |              |              | 1            | 1        |
| Großbritannien          | 1         |           |              |              | 1            | 1        |
| Irland                  |           | 1         |              |              | 1            | 1        |
| Italien                 | 3         | 3         | 1            | X            | 8            | 8        |
| Japan                   | 1         |           |              |              | 1            | 1        |
| Kanada                  | 1         | 3         | 1            | X            | 6            | 6        |
| Lettland                | 3         | 3         | 2            | X            | 9            | 10       |
| Moldau                  |           | 1         |              |              | 1            | 1        |
| Österreich              | 3         | 3         | 2            | X            | 9            | 10       |
| Polen                   | 1         | 1         | 1            | X            | 4            | 4        |
| ROC                     | 3         | 3         | 2            | X            | 9            | 10       |
| Rumänien                | 1         | 1         | 1            | X            | 4            | 4        |
| Schweden                | 1         | 1         |              |              | 2            | 2        |
| Schweiz                 |           | 1         |              |              | 1            | 1        |
| Slowakei                | 2         | 1         | 1            | X            | 5            | 5        |
| Südkorea                | 1         | 1         | 1            | X            | 4            | 4        |
| Tschechien              | 1         | 1         | 1            | X            | 4            | 4        |
| Ukraine                 | 2         | 2         | 1            | X            | 6            | 6        |
| Vereinigte Staaten      | 3         | 3         | 1            | X            | 8            | 8        |
| Gesamt: 26 NOKs         | 35        | 35        | 18           | 14           | 101          | 106      |

## Zeitplan
| Tag | Datum | Datum       | Ortszeit | MEZ   | Wettkampf        | Lauf         |
| --- | ----- | ----------- | -------- | ----- | ---------------- | ------------ |
| 2   | Sa.   | 5. Februar  | 19:10    | 12:10 | Männer Einsitzer | Lauf 1       |
| 2   | Sa.   | 5. Februar  | 20:50    | 13:50 | Männer Einsitzer | Lauf 2       |
| 3   | So.   | 6. Februar  | 19:30    | 12:30 | Männer Einsitzer | Lauf 3       |
| 3   | So.   | 6. Februar  | 21:15    | 14:15 | Männer Einsitzer | Lauf 4       |
| 4   | Mo.   | 7. Februar  | 19:50    | 12:50 | Frauen Einsitzer | Lauf 1       |
| 4   | Mo.   | 7. Februar  | 21:30    | 14:30 | Frauen Einsitzer | Lauf 2       |
| 5   | Di.   | 8. Februar  | 19:50    | 12:50 | Frauen Einsitzer | Lauf 3       |
| 5   | Di.   | 8. Februar  | 21:35    | 14:35 | Frauen Einsitzer | Lauf 4       |
| 6   | Mi.   | 9. Februar  | 20:20    | 13:20 | Doppelsitzer     | Lauf 1       |
| 6   | Mi.   | 9. Februar  | 21:35    | 14:35 | Doppelsitzer     | Lauf 2       |
| 7   | Do.   | 10. Februar | 21:30    | 14:30 | Team-Staffel     | Team-Staffel |

## Ergebnisse

### Einsitzer Männer
| Platz | Land | Athlet               | Zeit (min) |
| ----- | ---- | -------------------- | ---------- |
| 1     | GER  | Johannes Ludwig      | 3:48,735   |
| 2     | AUT  | Wolfgang Kindl       | 3:48,895   |
| 3     | ITA  | Dominik Fischnaller  | 3:49,686   |
| 4     | GER  | Felix Loch           | 3:49,878   |
| 5     | LAT  | Kristers Aparjods    | 3:50,053   |
| 6     | GER  | Max Langenhan        | 3:50,092   |
| 7     | LAT  | Gints Bērziņš        | 3:50,173   |
| 8     | USA  | Christopher Mazdzer  | 3:51,377   |
| 9     | ROC  | Roman Repilow        | 3:51,634   |
| 10    | ROC  | Semjon Pawlitschenko | 3:51,649   |

35 Teilnehmer aus 21 Ländern
Olympiasieger 2018:  David Gleirscher
Weltmeister 2021:  Roman Repilow

### Einsitzer Frauen
| Platz | Land | Athletin             | Zeit (min) |
| ----- | ---- | -------------------- | ---------- |
| 1     | GER  | Natalie Geisenberger | 3:53,454   |
| 2     | GER  | Anna Berreiter       | 3:53,947   |
| 3     | ROC  | Tatjana Iwanowa      | 3:54,507   |
| 4     | AUT  | Madeleine Egle       | 3:54,809   |
| 5     | AUT  | Hannah Prock         | 3:54,824   |
| 6     | AUT  | Lisa Schulte         | 3:54,885   |
| 7     | GER  | Julia Taubitz        | 3:55,433   |
| 8     | LAT  | Elīza Tīruma         | 3:55,441   |
| 9     | SUI  | Natalie Maag         | 3:55,940   |
| 10    | ITA  | Andrea Vötter        | 3:55,977   |

35 Teilnehmer aus 20 Ländern
Olympiasiegerin 2018:  Natalie Geisenberger
Weltmeisterin 2021:  Julia Taubitz

### Doppelsitzer
| Platz | Land | Athleten                              | Zeit (min) |
| ----- | ---- | ------------------------------------- | ---------- |
| 1     | GER  | Tobias Wendl Tobias Arlt              | 1:56,554   |
| 2     | GER  | Toni Eggert Sascha Benecken           | 1:56,653   |
| 3     | AUT  | Thomas Steu Lorenz Koller             | 1:57,065   |
| 4     | LAT  | Mārtiņš Bots Roberts Plūme            | 1:57,419   |
| 5     | LAT  | Andris Šics Juris Šics                | 1:57,437   |
| 6     | ITA  | Emanuel Rieder Simon Kainzwaldner     | 1:57,597   |
| 7     | CAN  | Tristan Walker Justin Snith           | 1:57,918   |
| 8     | ROC  | Alexander Denissjew Wladislaw Antonow | 1:57,993   |
| 9     | POL  | Wojciech Chmielewski Jakub Kowalewski | 1:58,065   |
| 10    | ROC  | Andrei Bogdanow Juri Prochorow        | 1:58,508   |

34 Teilnehmer aus 14 Ländern
Olympiasieger 2018:  Tobias Wendl/Tobias Arlt
Weltmeister 2021:  Toni Eggert/Sascha Benecken

### Team-Staffel
| Platz | Land | Athleten                                                                   | Zeit (min) |
| ----- | ---- | -------------------------------------------------------------------------- | ---------- |
| 1     | GER  | Natalie Geisenberger Johannes Ludwig Tobias Wendl Tobias Arlt              | 3:03,406   |
| 2     | AUT  | Madeleine Egle Wolfgang Kindl Thomas Steu Lorenz Koller                    | 3:03,486   |
| 3     | LAT  | Elīza Tīruma Kristers Aparjods Mārtiņš Bots Roberts Plūme                  | 3:04,354   |
| 4     | ROC  | Tatjana Iwanowa Roman Repilow Alexander Denissjew Wladislaw Antonow        | 3:04,667   |
| 5     | ITA  | Andrea Vötter Leon Felderer Emanuel Rieder Simon Kainzwaldner              | 3:04,852   |
| 6     | CAN  | Trinity Ellis Reid Watts Tristan Walker Justin Snith                       | 3:05,235   |
| 7     | USA  | Ashley Farquharson Christopher Mazdzer Zachary DiGregorio Sean Hollander   | 3:05,741   |
| 8     | POL  | Klaudia Domaradzka Mateusz Sochowicz Wojciech Chmielewski Jakub Kowalewski | 3:07,136   |
| 9     | ROU  | Raluca Strămăturaru Valentin Crețu Marian Gîtlan Darius Șerban             | 3:07,692   |
| 10    | CZE  | Anna Čežíková Michael Lejsek Filip Vejdělek Zdeněk Pěkný                   | 3:09,556   |

56 Teilnehmer aus 14 Ländern
Olympiasieger 2018:  Natalie Geisenberger, Johannes Ludwig, Tobias Wendl/Tobias Arlt
Weltmeister 2021:  Madeleine Egle, David Gleirscher, Thomas Steu/Lorenz Koller